# Pfeil (Symbol)

Pfeil auf einem Hinweisschild

Als einen Pfeil bezeichnet man ein Symbol, bestehend aus einer Linie und einer an der Linie angebrachten Spitze. Bei Wappen siehe Pfeil und Bogen.
Die häufigste Funktion ist die Weganzeige. Es gibt jedoch viele verschiedene Pfeilsymbole, die in weiteren Zusammenhängen benutzt werden:
Die Verwendung symbolischer Pfeile zur Richtungsanzeige lässt sich seit dem 18. Jahrhundert belegen. Deutlich älter ist die Abbildung einer zeigenden Hand (Manikel, lat. „kleine Hand“) oder sogar eines Fußes.

## Mathematik
In der Mathematik haben Pfeile unterschiedliche Bedeutungen:
- {\displaystyle a_{n}\rightarrow b} heißt: „(Die Folge) {\displaystyle a_{n}} konvergiert gegen {\displaystyle b} (für {\displaystyle n\rightarrow \infty })“
- {\displaystyle \lim _{x\to p}f(x)} heißt: „Limes {\displaystyle f} von {\displaystyle x} für {\displaystyle x} gegen {\displaystyle p}“
- {\displaystyle a\Rightarrow b} heißt: „aus {\displaystyle a} folgt {\displaystyle b}“
- {\displaystyle a\Leftrightarrow b} heißt: „{\displaystyle a} ist äquivalent zu {\displaystyle b}“ oder auch „genau dann, wenn“
- {\displaystyle f\colon \,x\mapsto x^{2}-5} definiert eine Funktion mit der Eigenschaft: {\displaystyle f(x)=x^{2}-5}
- {\displaystyle f\colon \,A\rightarrow B} bezeichnet eine Funktion {\displaystyle f} mit einer Definitionsmenge {\displaystyle A} und einer Zielmenge {\displaystyle B}; Sonderformen wie {\displaystyle A\hookrightarrow B} oder {\displaystyle A\twoheadrightarrow B} für injektive bzw. surjektive Funktionen sind ebenfalls üblich.
- Ein Pfeil über einem Symbol ({\displaystyle {\vec {x}}}) bedeutet, dass es sich um einen Vektor handelt.
- Sowohl die Pfeilschreibweise ({\displaystyle a\uparrow ^{n}b}) als auch die (davon zu unterscheidende) verkettete Pfeilschreibweise ({\displaystyle A\rightarrow n\rightarrow m}) dienen der kompakten Darstellung sehr großer natürlicher Zahlen.

Manche dieser Pfeile haben in Spezialgebieten der Mathematik noch andere Bedeutungen. So wird zum Beispiel in der Logik „{\displaystyle \rightarrow }“ verwendet, um eine objektsprachliche Implikation auszudrücken.

Pfeilsymbole in der Chemie am Beispiel der Reaktionen von molekularem Brom, Br_{2}. Reaktionspfeile sind in der Abbildung oben und unten blau markiert.
Oben: Homolytische Spaltung einer Bindung durch die Verschiebung von zwei einzelnen Elektronen unter Bildung von zwei Radikalen. Die geschwungenen Pfeile sind rot markiert und besitzen an der Pfeilspitze nur einen Haken, da nur ein Elektron verschoben wird.
Unten: Heterolytische Spaltung einer Bindung unter Bildung eines Kations (unten links) und eines Anions (unten rechts). Der geschwungene Pfeil ist rot markiert und besitzt an der Pfeilspitze zwei Haken, da zwei Elektronen verschoben werden.
Hinweis: Die Farbgebung dient nur der Illustrierung.

## Chemie
In der Chemie werden in Reaktionsgleichungen, bei der Syntheseplanung, zur Beschreibung mesomerer Grenzformen oder zur Verschiebung von Elektronen in Reaktionsmechanismen Pfeile in unterschiedlichsten Formen verwendet.
Außerdem kommen sie in Chemie und Physik zur Darstellung von einzelnen Elektronen (↑) und Elektronenpaaren (⇅ bzw. ⇈) in Molekülorbitaldiagrammen vor oder auch zur Darstellung des Elektronenspins, ebenso des Kernspins.

## Verkehr
Im Straßenverkehr haben Pfeile verschiedene Bedeutungen: Ein Pfeil auf einer Fahrbahn zeigt entweder eine Abbiegerspur an (oder kündigt diese an) oder weist den Autofahrer auf ein baldiges Ende des Fahrstreifens hin und fordert zum Wechseln auf eine andere Spur auf. Auf mehreren Verkehrsschildern (z. B.: „Vorrang vor dem Gegenverkehr“, „Gegenverkehr hat Vorrang“, „(Eingeschränktes) Haltverbot Anfang/Weiter/Ende“) beschreiben Pfeile Verkehrsflüsse oder weisen auf den Geltungsbereich des Verkehrszeichens hin. Außerdem haben Hinweisschilder oft die Form eines Pfeils, um deren Richtung anzudeuten.

## Aufzählungen
In Aufzählungen wird der Pfeil oft als Bullet (Aufzählungssymbol) statt eines Spiegelstrichs verwendet.

## Schematische Zeichnungen und Pläne

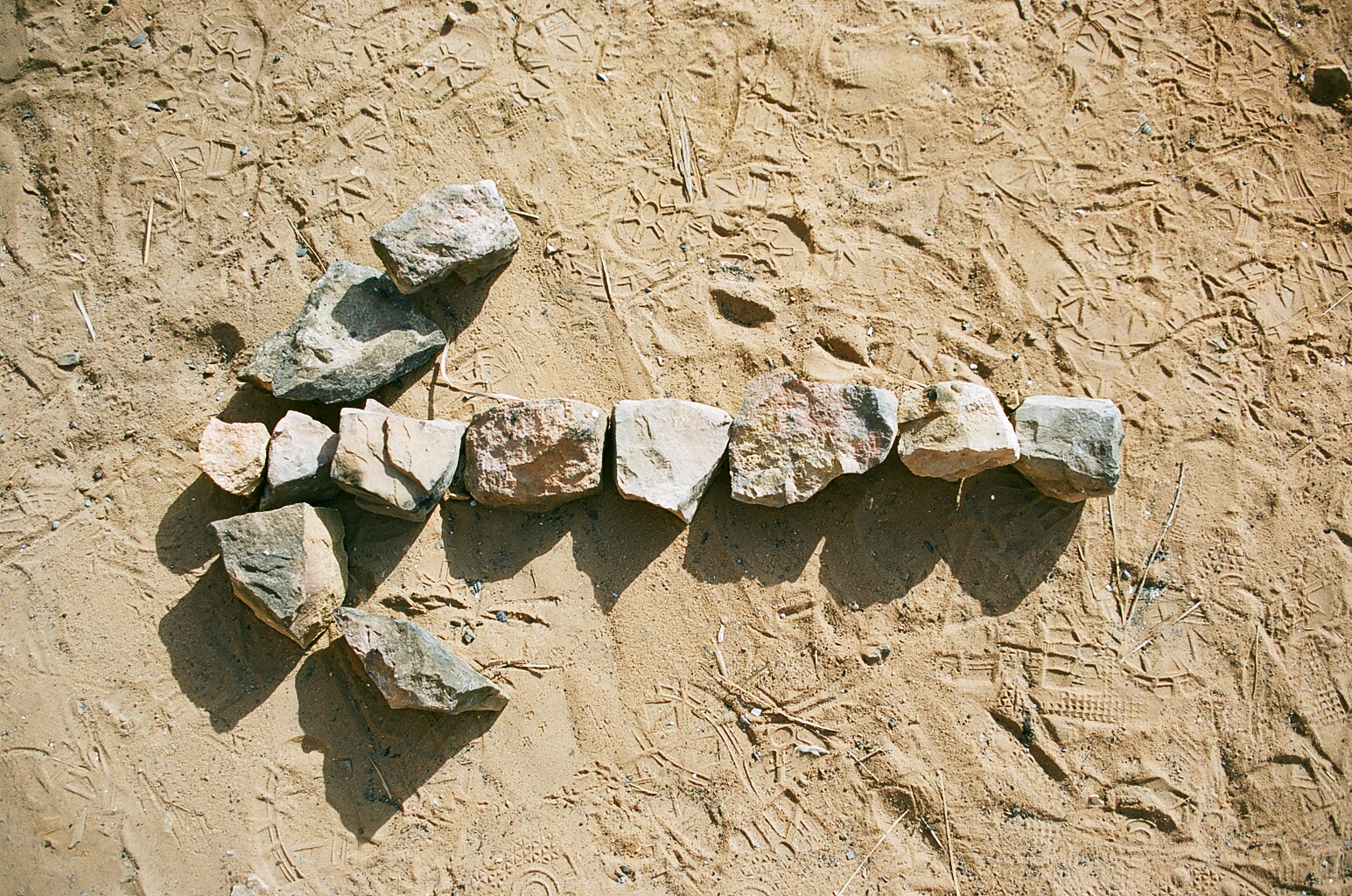
Pfeil aus Steinen als Wegweiser

Recycling-Symbol

Als Ortsangabe auf Landkarten oder als Anzeiger einer bestimmten Position ist er als Nordpfeil verbreitet und zeigt auf Karten als vereinfachte Windrose nach Norden.

## Typografie
In der Typografie wird eine Vielzahl von Pfeilen in verschiedenen Formen in alle Richtungen genutzt – v. a. nach rechts, aber auch nach links; nach oben und unten; schräg; gerade und gekrümmt; sowie in mehr als eine Richtung. Die Darstellung der Pfeile erfolgt in verschiedenen Formen – beispielsweise: ➢, ➔, ➡, ➸, →.
Um in einem Text die Eingabetaste bzw. die Löschtaste darzustellen, werden Spezielle Pfeilzeichen eingesetzt (↵ bzw. ←); die Tasten auf der Computertastatur sind je nach Sprachversion auch entsprechend gekennzeichnet.
Der „Fingerzeig“ – das Zeigefinger-Symbol (☞) – war noch im 20. Jahrhundert ein häufig eingesetzter Pfeilersatz in Texten.

## Lexika
In einem Lexikoneintrag verweist ein Pfeil vor einem anderen Wort auf einen gleichnamigen Artikel. Je nach Typografie des Lexikons zeigt das Pfeilsymbol nach rechts (→) oder nach oben (↑).
Der Pfeil kann entweder im Sinne von „siehe unter“ als Weiterleitung dienen (Zuckergast → Silberfischchen) oder ein Verweis auf einen weiterführenden Artikel sein (Willberg, Hans Peter (* 4. Oktober 1930 in Nürnberg, † 29. Mai 2003) war ein deutscher →Typograf).
Der Pfeil wird hauptsächlich in gedruckten Lexika benutzt, da er in digitalen Nachschlagewerken durch einen Hyperlink ersetzt werden kann.

## Computer
Im Unicode-Standard gibt es einen eigenen Codeblock für Pfeilsymbole, den Unicodeblock Pfeile (Arrows), der den Code-Bereich U+2190 bis U+21FF belegt und viele der oben beschriebenen Symbole enthält.
Der ursprüngliche ASCII-Zeichensatz von 1963 enthielt die Pfeile ← und ↑. ISO 6937 enthält die Pfeile ←, ↑, → und ↓.
Codepage 850 enthält die Pfeile ↕, ↨, ↑, ↓, → und ←.

## Zahnmedizin
Im Befundschema in der Zahnmedizin werden gekippte oder elongierte (scheinbar verlängerte) Zähne mit Pfeilen charakterisiert, die die Richtung der Kippung, Elongation oder Zahnwanderung angeben: → bzw. ←, ↑ bzw. ↓. Ein Lückenschluss nach einem Zahnverlust wird durch zwei gegenläufige Klammern )( angezeigt. Ist der Lückenschluss durch Zahnwanderung entstanden, werden zusätzlich Pfeile vor und nach den Klammern angegeben: → )( ← .

## Tastatur
Auf InduS-Tastaturen und in modernen Linux-Distributionen sind die Tasten Alt Gr+z;u;i mit ←;↓;→ belegt; Alt Gr+Shift+u mit ↑.
Unter Windows ist es über den ALT-Code möglich, Pfeile einzugeben. Sofern Codepage 850 verwendet wird, sind dies ↕ (Alt+21 auf dem Ziffernblock) sowie ↨, ↑, ↓, → und ← (Alt+23 bis Alt+27).

## Technik

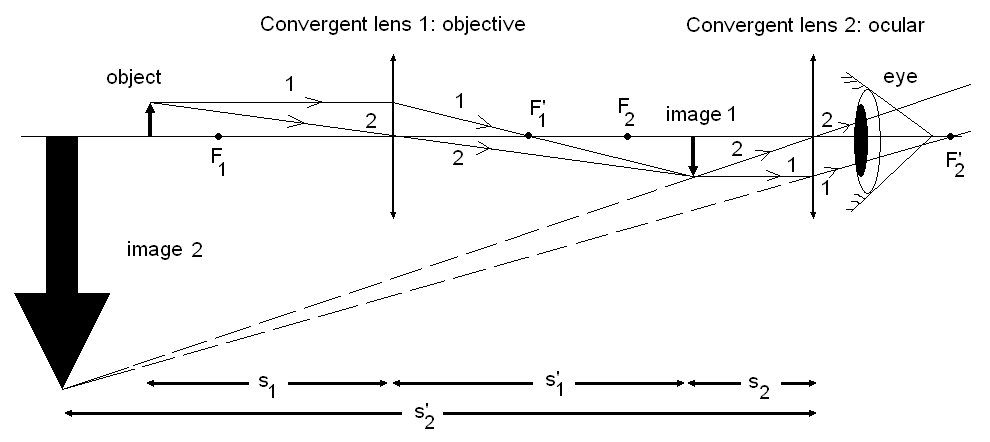
Funktionszeichnung eines Mikroskops als Beispiel für unterschiedliche Pfeile: Um Größe und Orientierung des Objekts und seines Bildes darzustellen, zur Verdeutlichung des Strahlengangs und als Markierung von Teilstrecken.

In Wissenschaft und Technik sind Pfeilsymbole allgegenwärtig. Sie dienen der Verdeutlichung von Funktionszusammenhängen, der Bezeichnung von Teilen, der Abgrenzung von Strecken und der Anzeige von Bewegungs- und Drehrichtungen. Auch auf Bedienelementen technischer Geräte können Pfeile schnell erkannt werden und tragen so zur Betriebssicherheit bei.